# Wheelerigobius wirtzi
Wheelerigobius wirtzi är en fiskart som beskrevs av Miller, 1988. Wheelerigobius wirtzi ingår i släktet Wheelerigobius och familjen smörbultsfiskar. Inga underarter finns listade i Catalogue of Life.